# Huang Wenyi
Huang Wenyi, född den 6 mars 1991 i Chaozhou i Kina, är en kinesisk roddare.
Hon tog OS-silver i lättvikts-dubbelsculler i samband med de olympiska roddtävlingarna 2012 i London.
Vid de olympiska roddtävlingarna 2016 i Rio de Janeiro tog hon en bronsmedalj i lättvikts-dubbelsculler tillsammans med Pan Feihong.